# Víctor Hugo Viscarra
Víctor Hugo Viscarra (La Paz, Bolivia; 2 de enero de 1958-La Paz, Bolivia; 24 de mayo de 2006) fue un escritor y cuentista boliviano, representante del realismo sucio.

## Trayectoria
Su obra literaria refleja su vida dentro de la marginación, el alcoholismo, las drogas y el crimen; adentrándose en éste siendo apenas un adolescente, y viviendo de él y para él hasta el día de su muerte.
Los últimos treinta y tres años de su vida se desarrollaron en la marginalidad; mundo que el escritor conoció a plenitud y que nutrió toda su obra literaria, además de sus investigaciones en torno al coba y la germanía del hampa boliviana (1981). De esta última se publicaron tres ediciones.
Formó parte de un sector de la población del cual se conoce muy poco, debido al cerrado círculo que conforman sus integrantes. Viscarra rompe el código de silencio establecido por ese círculo y denuncia no solo las injusticias sociales de las que son víctimas, sino también las situaciones que se viven dentro del mismo, las cuales no siempre son justas, sanas o siquiera humanas.
La obra de Víctor Hugo Viscarra exige una interpretación demasiado amplia de las situaciones vividas, la moral ambigua, los códigos de honor entre criminales, el enamoramiento o amor inocente, el sexo animal, la misoginia, la crítica cruel a los personajes humanos, la empatía y ternura con los animales, la convivencia diaria con todo tipo de perversiones y el aprecio por las cosas más estereotipadas dentro de una vida hogareña.  Historias, todas inmersas en su obra y, aunque contradictorias, todas y cada una encuentran un sentido claro, incluso  lógico, dentro del contexto en que se originan.
Viscarra no obedece las reglas de la literatura formal, pero su narrativa es tan intrigante y atractiva que parece obedecer al deseo primario y de la primera literatura conocida: la necesidad de escribir sobre lo que el autor pretende expresar sin convertirlo en cuento, novela, ciencia ficción, filosofía o autobiografía. Víctor Hugo hace uso de todo lo anterior, dependiendo del relato, sin hacer una compilación por géneros. Esto convierte su obra en una visión personal y descriptiva de ese "submundo", haciendo de él mismo, en un ente complejo y objeto de un meticuloso análisis psicológico, que  refleja traumas, deseos, esperanzas, motivos, gustos, sentimientos, etc.  Pudiendo hacernos capaces de entenderlo en parte y, como toda literatura, revivir sus páginas mediante la empatía y la imaginación.

... Entonces, una forma de rescatar no sólo el contexto en el que viven, sino también lo que en lingüística se llama sociolecto, los ubica a estos escritores y escritoras en el contexto de las masas populares, que no son las élites, porque nosotros estamos acostumbrados a la literatura hecha por las élites, por las clases medias, por los pequeños burgueses que se convierten en escritores, y no tanto porque tengan vocación o talento, sino porque es una forma de darse un título. Yo creo que estos muchachos alteños escriben sin ese tipo de pretensión, como ocurrió con Víctor Hugo Viscarra, un hombre que vivió desde niño en las calles, un alcohólico consuetudinario, cuya obra, hoy en día, está siendo rescatada a muchos niveles; sus obras son llevadas al videoclip, se está haciendo teatro sobre la base de ellas, se están haciendo comics con sus cuentos.
Victor Montoya

## Muerte
Murió el 24 de mayo del 2006 en La Paz, a los 49 años, en una cama del hospital Arco Iris a causa de una cirrosis hepática de Laennec (cirrosis alcohólica).

## Obras
- "Coba: lenguaje secreto del hampa boliviano" (1981)
- "Relatos de Víctor Hugo" (1996)
- "Alcoholatum y otros drinks - Crónicas para gatos y pelagatos" (2001)
- "Borracho estaba pero me acuerdo — Memorias de Víctor Hugo" (2002)
- "Avisos necrológicos" (2005)
- "Ch'aqui fulero - Los cuadernos perdidos de Víctor Hugo Viscarra" (2007, póstumo)